# Fjorgynn
Fjorgynn eller Fjörgynn var troligen en fruktbarhetsgud i nordisk mytologi. Far till Frigg. 
Fjorgynn bildar troligen ett par med Fjorgyn, en fruktbarhetsgudinna. Medan Fjorgynn är far till Frigg är Fjorgyn mor till åskguden Tor. 
Etymologiskt är namnet Fjorgynn troligen identiskt med den litauiske Perkūnas, som är åsk- och fruktbarhetsgud inom Romuva (litauisk paganism). Även finskans Perkele verkar etymologiskt besläktat. 